# 바이크 튜닝 매니아
바이크 튜닝 매니아(Bike Tuning Mania)는 대한민국에서 모터사이클 관련 정보를 공유하는 네이버의 온라인 커뮤니티로 이름의 첫글자를 따서 줄인 단어인 바튜매라고도 부른다. 2023년 기준으로 70만 명 이상의 회원을 보유하고 있으며, 대한민국에서 모터사이클 관련 분야를 다루는 인터넷 커뮤니티들 중에서 회원 수와 일방문자가 가장 많은곳이다.

## 연혁
- 2004년 2월 29일 : 개설